# Helmut Seel
Helmut Seel (* 28. Februar 1933 in Hollabrunn; † 14. April 2021 in Graz) war ein österreichischer Politiker (SPÖ) und Universitätsprofessor. Seel war von 1983 bis 1994 Abgeordneter zum Österreichischen Nationalrat.

## Ausbildung und Beruf
Seel besuchte nach der Volksschule die Bundesrealschule und danach eine Lehrerbildungsanstalt, an der er 1953 die Matura ablegte. Seel erwarb die Lehrbefähigung für Volks- und Hauptschulen und studierte von 1958 bis 1963 an der Universität Graz. Er legte 1962 die Lehramtsprüfung ab und promovierte 1963.
Seel arbeitete von 1953 bis 1962 als Volks- und Hauptschullehrer in Neuhofen, Enns und Linz und war von 1962 bis 1968 Professor an der Bundeslehrerbildungsanstalt in Linz. Seel war von 1970 bis 1972 der Hochschule für Bildungswissenschaften in Klagenfurt dienstzugeteilt und habilitierte sich 1972. Er war in der Folge von 1972 bis 1977 Leiter der Abteilung I des Zentrums für Schulversuche und Schulentwicklung des Bundesministeriums für Unterricht und Kunst in Klagenfurt und war danach wissenschaftlicher Berater dieser Institution. 1972 wurde Seel ordentlicher Universitätsprofessor für Pädagogik an der Universität Graz, zwischen 1977 und 1979 hatte er das Amt des Dekans der geisteswissenschaftlichen Fakultät der Universität Graz inne.
Seel entwickelte eine gestalttheoretisch fundierte Unterrichtslehre, war beratender Herausgeber der Zeitschrift Gestalt Theory - An International Multidisciplinary Journal und engagierte sich in der internationalen Gesellschaft für Gestalttheorie und ihre Anwendungen.

## Politik
Seel war Mitglied der Schulreformkommission und Obmann der Fachgruppe Hochschullehrer im Bund Sozialistischer Akademiker, Intellektueller und Künstler Steiermark. Zudem hatte er ab 1988 die Funktion des Landesbildungsvorsitzenden der SPÖ Steiermark inne. Seel war vom 19. Mai 1983 bis zum 22. Jänner 1987 sowie erneut vom 29. November 1988 bis zum 6. November 1994 Abgeordneter zum Nationalrat. Von 1993 bis 1995 war er Vorsitzender der SPÖ Bildung.

## Ehrungen
Seel wurde unter anderem mit dem Bundes-Ehrenzeichen ausgezeichnet. Es wurden ihm Dank und Anerkennung des Bundesministeriums für Unterricht und Kunst ausgesprochen, das große Goldene Ehrenzeichen des Landes Steiermark sowie der Ehrentitel Bürger der Stadt Graz verliehen.

## Publikationen
- Zeitgemäßer Unterricht und seine Vorbereitung - Versuch einer Unterrichtslehre auf gestaltpsychologischer Grundlage. Linz: Haslinger 1965.
- Allgemeine Unterrichtslehre (erste, zweite und dritte Auflage). Wien: Österreichischer Bundesverlag 1974, 1979 und 1983.
- Didaktik und Gestaltpsychologie. Gestalt Theory 19(2), (1997), S. 100–127.
- Gestalttheoretische Grundlagen des Exemplarischen Lehrens. Gestalt Theory 21(4), (1999), S. 240–255.
- Einführung in die Schulgeschichte Österreichs. Studienverlag 2010, ISBN 3-7065-4998-0
- Versuch einer gestalttheoretischen Didaktik. Internationale Zeitschrift für Sozialpsychologie und Gruppendynamik in Wirtschaft und Gesellschaft, 40 (1), (2015), S. 3–19.